# Station Łódź Dąbrowa Przemysłowa
Station Łódź Dąbrowa Przemysłowa is een spoorwegstation in de Poolse plaats Łódź.